# Ladder van Verdaas
De Ladder van Verdaas of Zevensprong van Verdaas is een verwijzing naar zeven aspecten die van invloed zijn op het verkeer- en vervoerssysteem. Dit zijn:
- ruimtelijke ordening
- prijsbeleid
- openbaar vervoer
- mobiliteitsmanagement
- benutting
- aanpassing aan de bestaande infrastructuur
- nieuwe infrastructuur

Het is een systematiek die soms gebruikt wordt bij het onderzoeken van mogelijke oplossingen bij een verkeersprobleem. De systematiek is bedacht door professor Co Verdaas, hoogleraar gebiedsontwikkeling. De ladder is erop gericht om oplossingen af te wegen, en vooral om te bekijken hoe het aanleggen of uitbreiden van infrastructuur zo veel mogelijk uitgesteld of beperkt kan worden door het toepassen van andere oplossingen. De uitbreiding van infrastructuur is de laatste stap op de ladder van Verdaas. Mogelijke oplossingen kunnen eerst gevonden worden in de ruimtelijke ordening, prijsbeleid, mobiliteitsmanagement of optimalisatie van het openbaar vervoer. Pas als al deze opties onvoldoende soelaas bieden, kan de uitbreiding van infrastructuur overwogen worden.
De eerste stappen op de ladder van Verdaas worden tegenwoordig vooral als flankerend beleid gezien, en niet meer als primaire oplossingen in plaats van de uitbreiding van infrastructuur.